# Lago Estínfalo

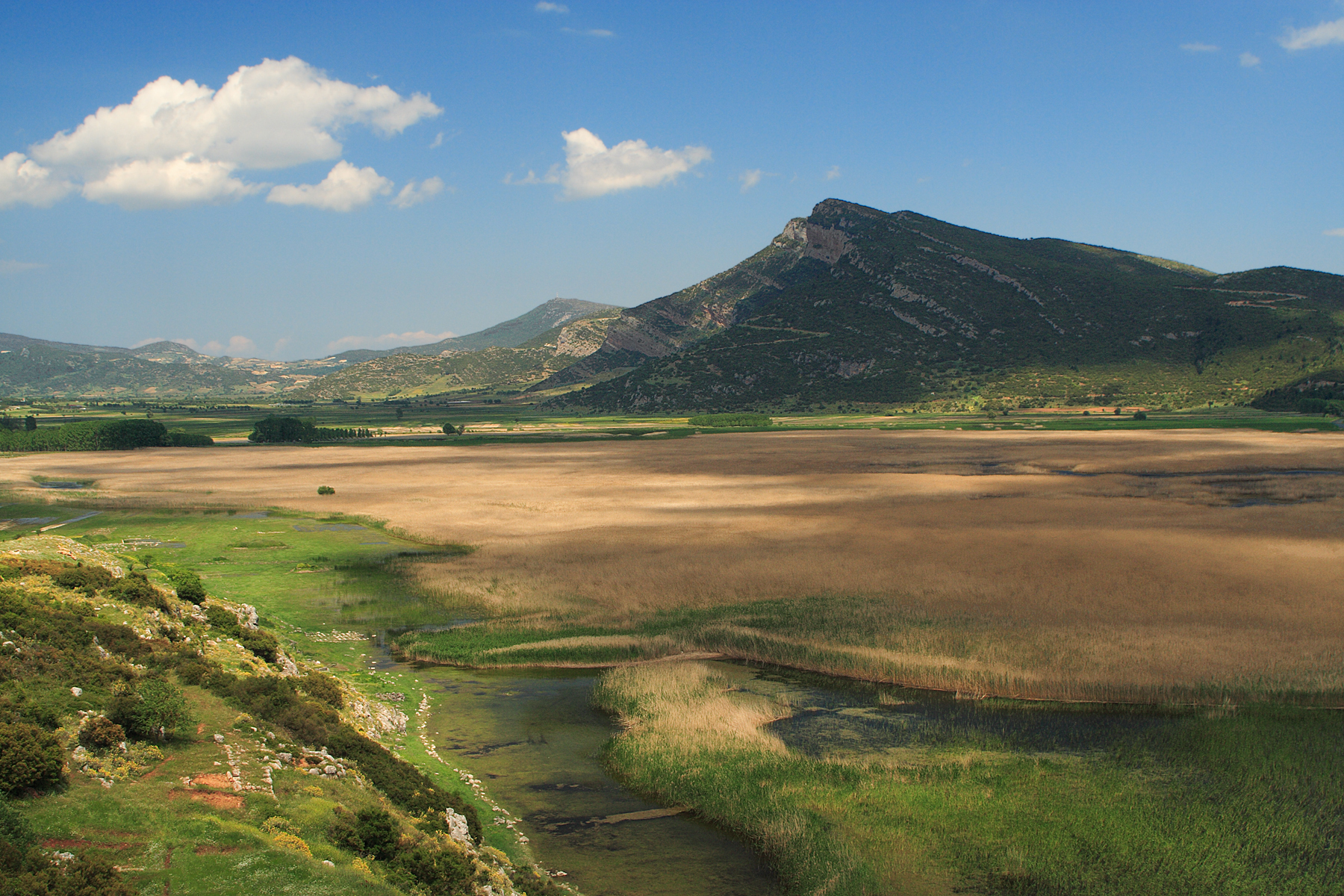
Zona do Lago Estínfalo.

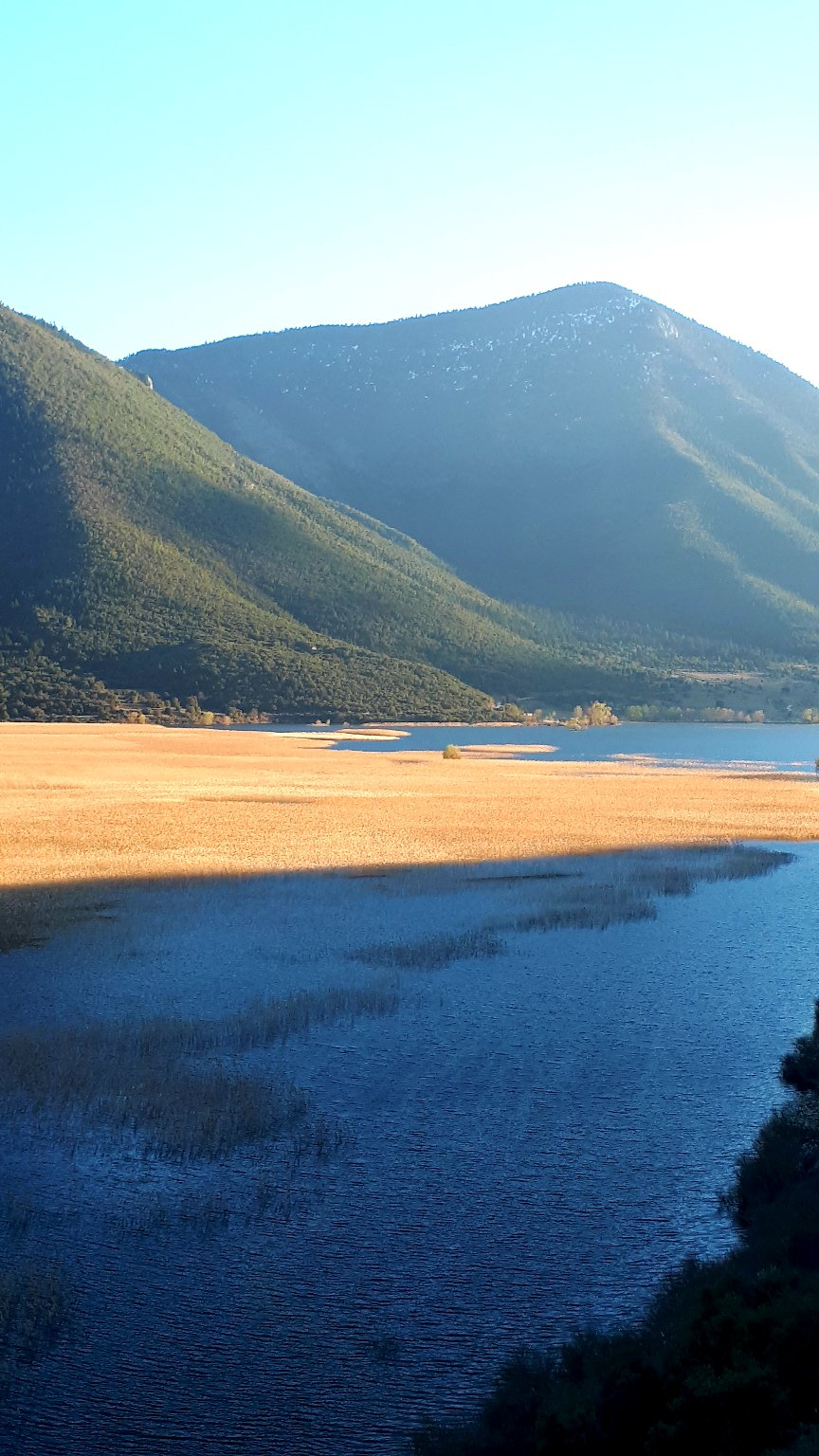

O lago Estínfalo (em grego: Λίμνη Στυμφαλία = Límnê Stymphalía) fica na Grécia, localizado na Arcádia, região do Peloponeso, perto de Corinto.
O lago está cercado por terrenos bastante úmidos, usados para a agricultura. A região é rica em aves, anfíbios e plantas.
O lago Estínfalo é mencionado com frequência na mitologia grega, devido às poderosas aves de rapina que viviam numa espessa floresta que circundava suas margens e que devoravam carne humana. Estas aves eram verdadeiros monstros, cujas asas, cabeça e bico eram de ferro, e, pelo seu gigantesco tamanho, interceptavam no voo os raios do Sol. Foram finalmente exterminadas por Héracles, que, em um dos seus famosos doze trabalhos, atacou-as com suas flechas envenenadas.